# African Economic Outlook
African Economic Outlook (Perspectives économiques en Afrique) est une revue académique annuelle qui se concentre sur les aspects économiques de la plupart des pays africains. Elle passe en revue la situation économique  et prédit l'évolution économique, sociale et politique à court terme de toutes les économies africaines. Le rapport est publié par l'OCDE, la Banque africaine de développement, le Programme des Nations unies pour le développement et la  Commission économique des Nations Unies pour l'Afrique. Il a été créé en 2002,,. 

## Portée
Cette publication annuelle s'occupe de la politique économique, des conditions et des perspectives de la plupart des économies africaines. Elle comprend des prévisions macroéconomiques pour l'année en cours et l'année suivante, associées à une analyse du contexte social et politique. Il y figure aussi une synthèse comparative des perspectives des pays africains dans le contexte de l'économie mondiale. Enfin, une annexe statistique contient vingt quatre tableaux comparant les variables économiques et sociales de tous les pays d'Afrique,.
Les sujets traités comprennent l'environnement international, les performances macroéconomiques en Afrique, les changements structurels, les réformes économiques, les flux financiers extérieurs vers l'Afrique, l'évaluation des politiques de privatisation et la réduction de la pauvreté comme défi pour l'avenir. Elle traite aussi de la  gouvernance, des questions politiques, des politiques commerciales régionales et de l'intégration régionale,.

## Source de traduction
- (en) Cet article est partiellement ou en totalité issu de l’article de Wikipédia en anglais intitulé « African Economic Outlook » (voir la liste des auteurs).